# Misionářský Institut Consolata
Misionářský Institut Consolata (Institutum missionum a Consolata, I.M.C.) je Řeholní institut papežského práva, založený roku 1901 bl. Giuseppem Allamanem jako společnost na misijní činnost. 

## Stručná historie
Giuseppe Allamano (1851–1926) byl kněz turínské arcidiecéze, který byl synovcem sv. Guseppa Cafassa a od roku 1880 byl rektorem kostela Panny Marie Utěšitelky v Turíně. Ze zdravotních důvodů nemohl působit v misiích, ale věnoval se formaci misijních kněží. Na přání turínského arcibiskupa Agostina Richelmyho založil v roce 1901 misionářský institut, který tento biskup schválil roku 1905. V roce 1909 získal schválení Svatého Stolce a o rok později Allamano založil ženskou větev. 

## Seznam generálních představených
- Filippo Perlo (1926–1929)
- Domenico Fiorina (1949–1969)
- Pietro Trabucco (1993–2005)
- Aquileo Fiorentini (2005–2011)
- Stefano Camerlengo (2011–2023)
- James Bhola Lengarin (od 2023)